# Ottawská konference

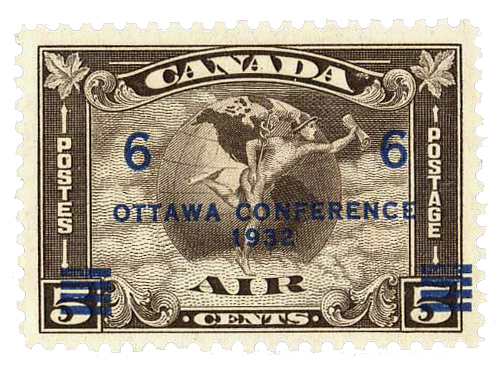
Přetisk kanadské poštovní známky připomínající konferenci

Ekonomická konference britského impéria nebo Ottawská konference byla imperiální konference britských kolonií a dominií. Konference se konala mezi 21. červencem a 20. srpnem 1932. Konference zajišťovala relativně volný obchod v rámci britské říše a jednotné tarify vůči ostatním zemím.